# Comitê Permanente do Politburo do Partido Comunista da China
O Comitê Permanente do Politburo (ou Comitê Permanente do Birô Político), oficialmente o Comitê Permanente do Politburo do Comitê Central do Partido Comunista da China, é um comitê composto dos mais altos líderes do Partido Comunista da China. Atualmente o comitê possui sete membros, embora esse número tenha variado historicamente. Seu papel oficial é o de conduzir discussões políticas e tomar decisões de elevada importância quando o Politburo, o grupo ampliado de tomada de decisão, não está em sessão. De acordo com a constituição do partido, o Secretário-Geral do Comitê Central deve ser também um membro do Comitê Permanente.
De acordo com a constituição do partido, o Comitê Central é responsável por eleger o Comitê Permanente. O método pelo qual os membros são eleitos evoluiu com o tempo: durante a era de Mao Zedong, o próprio Mao era responsável por selecionar e remover membros, enquanto durante a era de Deng Xiaoping eram realizadas consultas com os anciões do partido e a Comissão Consultiva Central para determinar os membros. Desde os anos 90, os novos membros do Politburo têm sido determinados através de deliberações e votos dos membros no cargo e aposentados tanto do Politburo como do Comitê Permanente.
O Comitê Permanente é teoricamente responsável perante o Politburo, que por sua vez é responsável perante o Comitê Central. Na prática, o Comitê Permanente é supremo em relação aos dois grupos. Adicionalmente, uma vez que a China é um estado unipartidário, as decisões do Comitê Permanente possuem de facto a força de lei. Estima-se que o comitê se reúna uma vez por semana e tome suas decisões por consenso. Cada membro tem uma lista de atividades que abrange uma grande área de preocupação nacional, como a economia, a corrupção, a legislação, a segurança interna, ou propaganda.
Os membros do Comitê Permanente são estritamente ranqueados em uma sequência protocolar. Historicamente, o Secretário-Geral (ou o Presidente do Partido) tem sido o primeiro da hierarquia, enquanto a posição dos demais membros tem variado. Desde a década de 90, o Secretário-Geral, Presidente, Primeiro-Ministro, primeiro Vice Primeiro-Ministro, o Presidente do Congresso Nacional do Povo, o Presidente da Conferência Consultiva Política do Povo Chinês, o Secretário da Comissão Central de Inspeção Disciplinar, o principal órgão anti-corrupção do partido, e o primeiro Secretário do Secretariado têm sido consistentemente membros do Comitê Permanente do Politburo. O portfólio de outros membros adicionais varia.

## Terminologia
O Comitê Permanente do Politburo é tecnicamente responsável perante o Politburo do Partido Comunista. No uso político chinês, um "Comitê Permanente" (chinês simplificado: 常务委员会, pinyin: Chángwù Wěiyuánhuì) refere-se simplesmente a um órgão que realiza as tarefas comuns de seu órgão-mãe, neste caso, o Politburo. O Politburo, por sua vez, é um órgão de formulação de políticas que é formalmente responsável perante o Comitê Central, que se reúne em sessões plenárias geralmente uma vez por ano.
Em português, a mídia estatal chinesa se refere ao órgão por seu nome mais longo e formal, "Comitê Permanente do Birô Político do Comitê Central do PCCh". Por sua vez, seus membros são oficialmente chamados de "Membros do Comitê Permanente do Birô Político do Comitê Central do PCCh". Nos anúncios oficiais em chinês, o nome mais usado para os membros é Zhōnggòng Zhōngyāng Zhèngzhìjú Chángwěi (chinês simplificado: 中共中央政治局常委); esta é uma abreviação do título oficial mais longo: Zhōngguó Gòngchǎndǎng Zhōngyāng Zhèngzhìjú Chángwù Wěiyuánhuì Wěiyuán (chinês simplificado: 中国共产党中央政治局常务委员会委员). Como mesmo a terminologia oficial abreviada ainda pode ser muito longa e complexa, alguns meios de comunicação se referem aos membros do Comitê Permanente como Zhèngzhìjú Chángwěi (chinês simplificado: 政治局常委) ou simplesmente Chángwěi (chinês simplificado: 常委). Observe que, sem qualquer contexto, "Chángwěi" ainda pode ser um termo ambíguo, já que todos os comitês provinciais e locais do partido também têm um Comitê Permanente e os membros desses comitês também podem ser conhecidos como "Chángwěi".

## História

### História inicial
O primeiro Comitê Permanente foi formado em julho de 1928, em uma reunião do 6º Comitê Central do Partido Comunista da China. Entre janeiro de 1934 e a 1ª sessão plenária do 8º Congresso Nacional do Partido Comunista da China em 1956, o Comitê Permanente foi substituído pelo Secretariado Central do Partido Comunista da China. No começo da história do Partido Comunista, o Comitê Permanente era visto como o mais alto órgão central que se destinava a realizar o trabalho diário do Comitê Central do Partido. Era composto pelas principais figuras de liderança de um Birô Político mais amplo (ou seja, o "Politburo"). Ao contrário da maioria dos outros partidos comunistas do mundo modelados de acordo com o partido de Lenin, o Partido Comunista da China estabeleceu um Comitê Permanente já que o Politburo (normalmente o órgão mais elevado de um Partido Comunista) era considerado muito grande e incapaz de tomar decisões de forma eficaz.

### Revolução Cultural
Nos primeiros dias da Revolução Cultural, o Comitê Permanente do Politburo encerrou suas operações regulares, pois muitos de seus membros-chave, como o presidente Liu Shaoqi e o vice-primeiro-ministro Deng Xiaoping, caíram em desgraça com o presidente Mao. O poder real passou a ser concentrado no Grupo da Revolução Cultural, que se reportava nominalmente ao Comitê Permanente do Politburo, mas na verdade era um "centro de autoridade" separado que agia de acordo com seus próprios interesses. No 9º Congresso Nacional do Partido Comunista da China, partidários radicais de Mao, como Chen Boda e Kang Sheng, ganharam assentos no Comitê Permanente do Politburo, que voltou a ter funcionamento relativamente normal. Os últimos anos da Revolução Cultural foram dominados pelo caos dentro do partido. Entre 1975 e 1976, os membros do Comitê Permanente Kang Sheng, Zhou Enlai, Zhu De e Mao morreram, e Deng Xiaoping foi expurgado. Nesse período, o órgão perdeu qualquer função de órgão executivo ou formulador de políticas, e se reunia apenas de forma ad hoc. Com a morte de Mao em setembro de 1976, os únicos membros que ainda participavam das reuniões eram Hua Guofeng, Zhang Chunqiao, Wang Hongwen e Ye Jianying, com Zhang e Wang sendo membros da Gangue dos Quatro. Em 6 de outubro, Hua Guofeng convocou uma reunião do Comitê Permanente para discutir o legado de Mao e os arranjos memoriais, convidando os membros ativos do comitê a comparecer. Wang e Zhang foram presos na reunião e acusados de "crimes contrarrevolucionários". Após isso, apenas Ye e Hua continuaram suas atividades oficiais. Um Comitê Permanente funcional só foi restaurado em 1977.

### Após as reformas econômicas
Após assumir o poder em 1978, um dos objetivos de Deng Xiaoping era fortalecer o poder do partido e institucionalizar órgãos como o Politburo e seu Comitê Permanente. Durante grande parte da década de 1980, o Comitê Permanente do Politburo foi restaurado como o órgão decisório supremo. O Comitê foi novamente organizado com base no centralismo democrático, ou seja, as decisões deveriam ser tomadas com base no consenso e, na sua falta, as decisões são tomadas por maioria de votos; uma vez tomada uma decisão, todo o corpo fala em uma só voz. No entanto, o comitê competia com os oficiais do partido aposentados (organizados na Comissão Consultiva Central, embora tomassem a maioria de suas decisões informalmente) por influência. O próprio Deng Xiaoping pertencia aos dois grupos, e sua influência informal se traduziu em um grande poder político pessoal. Em 1987, Deng e outros líderes do partido removeram o então secretário-geral Hu Yaobang do Comitê Permanente, substituindo-o por Zhao Ziyang. Em 1989, Deng e vários líderes do partido ordenaram que os militares interviessem nos Protestos na Praça da Paz Celestial em 1989 sem obter o consenso do comitê. Zhao se opôs a declarar a lei marcial e rompeu com os outros membros, principalmente com o primeiro-ministro Li Peng. Após os eventos, Zhao e Hu Qili foram removidos do Comitê Permanente na Quarta Plenária em 1989, em grande parte por decreto de Deng e dos demais anciãos, para serem substituídos por Jiang Zemin e Li Ruihuan.
A operação do Comitê Permanente permaneceu praticamente estável desde os eventos na Praça da Paz Celestial em 1989. A Plenária de 1989 foi a última ocasião em que ocorreu uma grande remodelação do comitê. No 14º Congresso em 1992, sete pessoas – Jiang, Li Peng, Qiao Shi, Li Ruihuan, Zhu Rongji, Liu Huaqing e Hu Jintao – foram nomeados para o Comitê Permanente, e este arranjo permaneceu inalterado até o 15º Congresso realizado em 1997, quando Qiao Shi e Liu Huaqing se aposentaram e foram substituídos por Wei Jianxing e Li Lanqing, dando os primeiros sinais de que o Comitê Permanente se tornaria um órgão cujos membros possuiriam um prazo de permanência. Liu Huaqing também foi o último membro do comitê com formação militar. Em 1999, o então vice-presidente Hu Jintao se tornou vice-presidente da Comissão Militar Central, enquanto se preparava para suceder Jiang. Esta foi a primeira vez que o vice-presidente também ocupou o cargo de vice-presidente da Comissão Militar.
No 16.º Congresso realizado em 2002, o Comitê Permanente foi ampliado de sete para nove membros. Alguns observadores especularam que a expansão foi feita para inflar o novo Comitê Permanente com aliados de Jiang Zemin, embora essa caracterização tenha sido contestada. Durante o mandato de Hu Jintao como Secretário-Geral (2002-2012), o Comitê Permanente pôde ser entendido como um grupo de "liderança coletiva" ou de "presidência conjunta"; ou seja, essencialmente um órgão que opera em consenso e que compartilha poderes normalmente concedidos a um único titular de cargo. O 16.º Congresso também viu Li Changchun ganhar um assento no comitê sem ter uma pasta formalmente definida no Estado, embora fosse amplamente considerado o "chefe da propaganda". Huang Ju morreu em junho de 2007, tornando-se o primeiro membro efetivo do comitê a morrer no cargo desde 1976. Sua vaga não foi preenchida porque faltavam apenas alguns para o próximo Congresso do Partido, fazendo com que o órgão funcionasse temporariamente com uma estrutura de oito membros. O 17º Congresso manteve basicamente a mesma estrutura do 16º.
No 18º Congresso realizado em 2012, a composição do Comitê Permanente foi novamente reduzida a sete membros. O chefe da Comissão de Assuntos Políticos e Jurídicos não integrou a nova Comissão Permanente, nem o Vice-Presidente. Os cargos de secretário executivo do Secretariado e de "chefe de propaganda" foram consolidados em uma pessoa, Liu Yunshan.

### Método de seleção contemporâneo
Acredita-se que a seleção de membros seja em grande parte o resultado de deliberações de alto nível entre os membros titulares do Politburo e do Comitê Permanente, além de membros aposentados do Comitê Permanente. Os potenciais candidatos a membros do comitê normalmente contam com membros individuas do grupo para atuar como seus patronos. Os membros titulares e aposentados do Politburo realizam várias rodadas de deliberações intercaladas com uma série de pesquisas de opinião para determinar seu apoio à candidatura de novos membros do Politburo e do Comitê Permanente. Essas pesquisas não são obrigatórias e refletem o consenso em evolução no grupo sobre a candidatura de um novo membro. O Politburo também pode realizar uma pesquisa de opinião com todos os membros titulares do Comitê Central sobre a candidatura de novos membros, mas tal pesquisa é apenas consultiva. O processo de seleção dos novos membros começa com uma sessão a portas fechadas dos titulares do Comitê Permanente em Beidaihe realizada no último verão antes do Congresso acontecer no outono. A lista de candidatos para o Politburo e o Comitê Permanente do Comitê Central geralmente está completa várias semanas antes do Congresso do Partido.
De acordo com alguns observadores acadêmicos, como Cheng Li, um acadêmico da Brookings Institution, e Susan Shirk, da Escola de Pós-Graduação em Relações Internacionais e Estudos do Pacífico, a ascensão do sistema político chinês e a seleção para o Comitê Permanente reside mais na lealdade a patronos poderosos do que na habilidade. Acreditava-se amplamente, por exemplo, que a formação do Comitê Permanente do 16º Congresso incluía vários membros que foram promovidos ao comitê com base em seu relacionamento com o secretário-geral cessante Jiang Zemin, incluindo, de forma mais notória, Zeng Qinghong, Huang Ju e Jia Qinglin. Muito tem sido escrito sobre a divisão entre os Príncipes e a Tuanpai (facção da Liga da Juventude Comunista da China) entre os 16º e 18º Congressos, embora não se saiba com precisão até que ponto a identidade faccional teve papel na seleção dos membros do Comitê Permanente.
A experiência também desempenhou um papel bastante importante. Foi estabelecida a convenção que um membro do Comitê Permanente deve ter servido por ao menos um mandato no Politburo antes de ingressar no comitê. No entanto, essa "regra" não oficial foi quebrada várias vezes por aqueles destinados à liderança do partido ou ao cargo de primeiro-ministro, principalmente com Zhu Rongji e Hu Jintao em 1992, e Li Keqiang e Xi Jinping em 2007. Jiang Zemin também estava servindo em seu primeiro mandato no Politburo antes de ser subitamente nomeado Secretário-Geral e, portanto, membro do Comitê Permanente em 1989.
Desde o fim da década de 1990, quase todos os membros do comitê possuíam experiência como líderes do partido em uma província ou uma municipalidade diretamente controlada por Pequim. Dos 33 membros do Comitê Permanente eleitos ao órgão desde 1997, apenas sete indivíduos não ocuparam cargos como líder regional do partido: Li Peng, Wen Jiabao, Li Lanqing, Luo Gan, Liu Yunshan, Wang Huning e Ding Xuexiang; destes, apenas quatro – Li Peng, Wen Jiabao, Wang Huning e Ding Xuexiang – nunca serviram em um papel de liderança regional.
A idade também é fundamental. Desde 1989, todos os membros do Comitê Permanente tinham pelo menos 50 anos de idade no momento de sua nomeação. Hu Jintao tinha 50 anos quando foi nomeado para o Comitê Permanente no 14º Congresso em 1992. Xi Jinping tinha 54 anos e Li Keqiang 52 quando foram nomeados para o comitê no 17º Congresso em 2007.  Ao mesmo tempo, a partir do 16º Congresso em 2002, os membros do comitê que tinham 68 anos ou mais na época de um Congresso do Partido geralmente se aposentaram. Isso é conhecido como a regra do qi-shang, ba-xia (chinês simplificado: 七上八下; literalmente "sete para cima, oito para baixo"), referindo-se ao fato de que se um membro do comitê possui 68 anos ou mais no momento de um congresso do partido, ele deve se aposentar, mas se tiver 67 anos ou menos, ainda poderá continuar no comitê. Essa "regra" informal, no entanto, passou a ser bastante questionada com a ascensão de Xi Jinping. Um alto funcionário do partido chamado Deng Maosheng, em um comunicado à agência de notícias estatal Xinhua em outubro de 2016, afirmou que "os limites estritos da [regra] 'sete para cima, oito para baixo' não existem. Isso é algo folclórico e não pode ser confiável." De fato, no 20º Congresso realizado em 2022, Xi Jinping foi reeleito para um terceiro mandato inédito como Secretário-Geral apesar de já ter 69 anos.
Em 2002, com exceção de Hu Jintao, todo o Comitê Permanente se aposentou e foi substituído. A aposentadoria por idade instituída no Partido Comunista estabelecia limites de mandato e uma rotatividade relativamente alta, com a grande maioria dos membros servindo por um ou no máximo dois mandatos. Desde 1989, o único membro do comitê a ter exercido mais de três mandatos no órgão foi Hu Jintao, que atuou por quatro mandatos entre 1992 e 2012. As opiniões políticas de aspirantes ambiciosos são rotineiramente ocultadas para obter o mais amplo nível de consenso, com Hu Jintao sendo um excelente exemplo. Várias teorias foram propostas, principalmente por acadêmicos fora da China continental, para discernir as 'facções' dentro do Comitê Permanente (muitas vezes fazendo a divisão entre "conservadores" e "reformistas"), embora na prática a adesão a facções nunca tenha sido uma regra rígida. 'Campanhas' excessivamente vistosas ou exageradas para o Comitê Permanente, como as ações do ex-secretário do partido em Chongqing, Bo Xilai, são geralmente consideradas prejudiciais à seleção para o Comitê Permanente do Politburo.

## Membros atuais (em ordem hierárquica)
Em 23 de outubro de 2022, o 20º Comitê Permanente do Politburo tomou posse. Quatro membros do Comitê Permanente anterior foram aposentados, a despeito de dois ainda possuírem idade para seguir no comitê. Xi Jinping, Zhao Leji, e Wang Huning mantiveram seus assentos.
| №  | Fotografia          | Informações           | Informações   | Cargos no Partido | Cargos no Estado                                                                                              |
| -- | ------------------- | --------------------- | ------------- | --- | --- |
| 1º |                     | Nome                  | Xi Jinping    | Secretário-Geral do Comitê Permanente Central do Partido Comunista da China Presidente da Comissão Militar Central do Partido Comunista da China | Presidente da República Popular da China Presidente da Comissão Militar Central da República Popular da China |
| 1º | Local de nascimento | Pequim                |               | Secretário-Geral do Comitê Permanente Central do Partido Comunista da China Presidente da Comissão Militar Central do Partido Comunista da China | Presidente da República Popular da China Presidente da Comissão Militar Central da República Popular da China |
| 1º | Congresso Nacional  | Mongólia Interior     |               | Secretário-Geral do Comitê Permanente Central do Partido Comunista da China Presidente da Comissão Militar Central do Partido Comunista da China | Presidente da República Popular da China Presidente da Comissão Militar Central da República Popular da China |
| 1º | Membro desde        | 22 de outubro de 2007 |               | Secretário-Geral do Comitê Permanente Central do Partido Comunista da China Presidente da Comissão Militar Central do Partido Comunista da China | Presidente da República Popular da China Presidente da Comissão Militar Central da República Popular da China |
|    |                     |                       |               | | |
| 2º |                     | Nome                  | Li Qiang      | Secretário do Partido do Conselho de Estado da República Popular da China                                                                        | Primeiro-Ministro da República Popular da China                                                               |
| 2º | Local de nascimento | Chequião              |               | Secretário do Partido do Conselho de Estado da República Popular da China                                                                        | Primeiro-Ministro da República Popular da China                                                               |
| 2º | Congresso Nacional  | Xangai                |               | Secretário do Partido do Conselho de Estado da República Popular da China                                                                        | Primeiro-Ministro da República Popular da China                                                               |
| 2º | Membro desde        | 23 de outubro de 2022 |               | Secretário do Partido do Conselho de Estado da República Popular da China                                                                        | Primeiro-Ministro da República Popular da China                                                               |
|    |                     |                       |               | | |
| 3º |                     | Nome                  | Zhao Leji     | Secretário do Partido do Comitê Permanente do Congresso Nacional do Povo                                                                         | Presidente do Comitê Permanente do Congresso Nacional do Povo                                                 |
| 3º | Local de nascimento | Chingai               |               | Secretário do Partido do Comitê Permanente do Congresso Nacional do Povo                                                                         | Presidente do Comitê Permanente do Congresso Nacional do Povo                                                 |
| 3º | Congresso Nacional  | Heilonquião           |               | Secretário do Partido do Comitê Permanente do Congresso Nacional do Povo                                                                         | Presidente do Comitê Permanente do Congresso Nacional do Povo                                                 |
| 3º | Membro desde        | 25 de outubro de 2017 |               | Secretário do Partido do Comitê Permanente do Congresso Nacional do Povo                                                                         | Presidente do Comitê Permanente do Congresso Nacional do Povo                                                 |
|    |                     |                       |               | | |
| 4º |                     | Nome                  | Wang Huning   | Secretário do Partido da Conferência Consultiva Política do Povo Chinês                                                                          | Presidente da Conferência Consultiva Política do Povo Chinês                                                  |
| 4º | Local de nascimento | Xangai                |               | Secretário do Partido da Conferência Consultiva Política do Povo Chinês                                                                          | Presidente da Conferência Consultiva Política do Povo Chinês                                                  |
| 4º | Congresso Nacional  | Hebei                 |               | Secretário do Partido da Conferência Consultiva Política do Povo Chinês                                                                          | Presidente da Conferência Consultiva Política do Povo Chinês                                                  |
| 4º | Membro desde        | 25 de outubro de 2017 |               | Secretário do Partido da Conferência Consultiva Política do Povo Chinês                                                                          | Presidente da Conferência Consultiva Política do Povo Chinês                                                  |
|    |                     |                       |               | | |
| 5º |                     | Nome                  | Cai Qi        | Primeiro Secretário do Secretariado Central do Partido Comunista da China                                                                        | |
| 5º | Local de nascimento | Fuquiém               |               | Primeiro Secretário do Secretariado Central do Partido Comunista da China                                                                        | |
| 5º | Congresso Nacional  | Pequim                |               | Primeiro Secretário do Secretariado Central do Partido Comunista da China                                                                        | |
| 5º | Membro desde        | 23 de outubro de 2022 |               | Primeiro Secretário do Secretariado Central do Partido Comunista da China                                                                        | |
|    |                     |                       |               | | |
| 6º |                     | Nome                  | Ding Xuexiang | | |
| 6º | Local de nascimento | Jiangsu               |               | | |
| 6º | Congresso Nacional  |                       |               | | |
| 6º | Membro desde        | 23 de outubro de 2022 |               | | |
|    |                     |                       |               | | |
| 7º |                     | Nome                  | Li Xi         | Secretário da Comissão Central de Inspeção Disciplinar                                                                                           | |
| 7º | Local de nascimento | Gansu                 |               | Secretário da Comissão Central de Inspeção Disciplinar                                                                                           | |
| 7º | Congresso Nacional  | Cantão                |               | Secretário da Comissão Central de Inspeção Disciplinar                                                                                           | |
| 7º | Membro desde        | 23 de outubro de 2022 |               | Secretário da Comissão Central de Inspeção Disciplinar                                                                                           | |
|    |                     |                       |               | | |

## Histórico de membros
A lista a seguir é uma composição histórica do Comitê Permanente do Politburo desde a fundação da República Popular da China em 1949, com os membros listados por sua posição hierárquica oficial. Aqueles que estão em primeiro na hierarquia possuíram o título de Presidente ou Secretário-Geral do Partido Comunista da China. Os demais membros na hierarquia assumiram títulos variados.
- 8º Comitê Permanente (eleito em setembro de 1956): Mao Zedong, Liu Shaoqi, Zhou Enlai, Zhu De, Chen Yun, Lin Biao (X), Deng Xiaoping
- 8º Comitê Permanente (reorganização na Revolução Cultural, eleito em agosto de 1966): Mao Zedong, Lin Biao (X), Zhou Enlai, Tao Zhu, Chen Boda (X), Deng Xiaoping, Kang Sheng (X), Liu Shaoqi (R), Zhu De, Li Fuchun, Chen Yun
- 9º Comitê Permanente (eleito em abril de 1969): Mao, Lin Biao (M, X), Zhou Enlai, Chen Boda (X), Kang Sheng (X)
- 10º Comitê Permanente (eleito em agosto de 1973): Mao (M), Hua Guofeng (elevado em abril 1976), Zhou Enlai (M), Wang Hongwen (X), Kang Sheng (D, X), Ye Jianying, Li Desheng, Zhu De (M), Zhang Chunqiao (X), Dong Biwu (M), Deng Xiaoping (eleito em janeiro de 1975)
- 11º Comitê Permanente (eleito em agosto de 1977): Hua Guofeng, Ye Jianying, Deng Xiaoping, Li Xiannian, Wang Dongxing (renunciou em fevereiro de 1980), Chen Yun, Hu Yaobang, Zhao Ziyang (eleito em fevereiro de 1980)
- 12º Comitê Permanente (eleito em setembro 1982): Hu Yaobang (removido em janeiro de 1987), Ye Jianying (renunciou em setembro de 1985), Deng Xiaoping, Zhao Ziyang, Li Xiannian, Chen Yun
- 13º Comitê Permanente (eleito em novembro de 1987): Zhao Ziyang, Li Peng, Qiao Shi, Hu Qili, Yao Yilin
- 13º Comitê Permanente (após eventos na Praça da Paz Celestial, eleito em junho de 1989): Jiang Zemin, Li Peng, Qiao Shi, Yao Yilin, Song Ping, Li Ruihuan
- 14º Comitê Permanente (eleito em outubro de 1992): Jiang Zemin, Li Peng, Qiao Shi, Li Ruihuan, Zhu Rongji, Liu Huaqing, Hu Jintao
- 15º Comitê Permanente (eleito em setembro de 1997): Jiang Zemin, Li Peng, Zhu Rongji, Li Ruihuan, Hu Jintao, Wei Jianxing, Li Lanqing
- 16º Comitê Permanente (eleito em novembro de 2002): Hu Jintao, Wu Bangguo, Wen Jiabao, Jia Qinglin, Zeng Qinghong, Huang Ju (M), Wu Guanzheng, Li Changchun, Luo Gan
- 17º Comitê Permanente (eleito em outubro de 2007): Hu Jintao, Wu Bangguo, Wen Jiabao, Jia Qinglin, Li Changchun, Xi Jinping, Li Keqiang, He Guoqiang, Zhou Yongkang (X)
- 18º Comitê Permanente (eleito em novembro de 2012): Xi Jinping, Li Keqiang, Zhang Dejiang, Yu Zhengsheng, Liu Yunshan, Wang Qishan, Zhang Gaoli
- 19º Comitê Permanente (eleito em outubro de 2017): Xi Jinping, Li Keqiang, Li Zhanshu, Wang Yang, Wang Huning, Zhao Leji, Han Zheng
- 20º Comitê Permanente (eleito em outubro de 2022): Xi Jinping, Li Qiang, Zhao Leji, Wang Huning, Cai Qi, Ding Xuexiang, Li Xi

Notes:
- (M): Morto durante o exercício
- (X): Expulso do partido (incluindo postumamente)
- (R): Expulso do partido e reabilitado